# Plebejus uliginosa
Plebejus uliginosa är en fjärilsart som beskrevs av Franz Dannehl 1921. Plebejus uliginosa ingår i släktet Plebejus och familjen juvelvingar. Inga underarter finns listade i Catalogue of Life.